# Liste des édifices religieux de Béziers
Cet article présente la liste des édifices religieux de Béziers situés dans le département de l'Hérault.
Note : cette liste n'est pas exhaustive.

## Catholique
- Cathédrale Saint-Nazaire-et-Saint-Celse, place Monseigneur Blaquière. L'édifice a été classé au titre des monuments historiques en 1840[1]. De nombreux objets sont référencés dans la base Palissy (voir les notices liées)[1].
- L'église Saint-Jacques, place Saint-Jacques. L'Abside a été classé au titre des monuments historiques en 1912. L'Abside a été classé au titre des monuments historiques en 1912[2]. La Nef (à l'exception des deux premières travées occidentales, reconstruites au 19e siècle) a été classé au titre des monuments historiques en 1967[2].
- La basilique Saint-Aphrodise, place Saint-Aphrodise.  L'édifice a été classé au titre des monuments historiques en 1983[3]. De nombreux objets sont référencés dans la base Palissy (voir les notices liées)[3].
- L'église de la Madeleine, place de la Madeleine. L'édifice a été classé au titre des monuments historiques en 1987[4]. De nombreux objets sont référencés dans la base Palissy (voir les notices liées)[4].
- Église Saint-Curé-d'Ars de Béziers.
- Église Saint-Joseph de Béziers.
- Église Sainte-Thérèse-de-l'Enfant-Jésus de Béziers.
- L'église Saint-Jude de Béziers, XIXe siècle.
- L'église de l'Immaculée Conception de Béziers et sa toiture de tuiles vernissées à la bourguignonne.
- L'église de la Sainte Famille de Béziers.
- L'église Saint-Félix de Bayssan.
- Église Notre-Dame-de-la-Réconciliation de Béziers.
- L'église Saint-Pie X de Béziers construite en 1965 a été démolie en mars 2013 pour faire place à des logements[5],[6],[7],[8].

## Chapelles
- La chapelle du Bon Pasteur de Béziers. (style néogothique).
- La chapelle du jardin Notre-Dame (XVIIIe).
- La chapelle des Pénitents Bleus de Béziers (XVIIIe). La Chapelle (à l'exception de la partie classée) a été inscrite au titre des monuments historiques en 1973[9]. Les Peintures murales du chevet ont été classés au titre des monuments historiques en 1982[9].
- Ancienne chapelle Saint-Jean d'Aureilhan, dite Saint-Jean-des-Anneaux de Béziers (XIIe).
- La chapelle Notre-Dame-de-Badones, chemin de Badones.
- La chapelle Notre-Dame de Consolation, route de Vendres de Saint-Martin.
- La chapelle du Ranch, rue de Saint-Génies.
- La chapelle Sainte-Rita, place de Garibaldi.
- La chapelle Saint-Marcel, route de Bédarieux.
- La chapelle Saint-Guiraud, rue Paul Paget (maison Saint-Guiraud).
- La chapelle des Dominicains, rue Massol (musée Taurin).
- La chapelle congrégation du Sacré Cœur de Sainte-Marie, rue Ermengaud.
- La chapelle du collège Fénélon, rue de la Faïence.
- La chapelle de l'Immaculée Conception, place Saint-Aphrodise.
- La chapelle lycée de la Trinité, avenue Jean Moulin.
- La chapelle des Petites Sœurs des Pauvres, rue du Général Marguerite.

## Musulman
- Mosquée Ar-Rahma de Béziers, rue Dimitri Amilakvari.

## Protestantet évangélique
- Église évangélique baptiste de Béziers, rue Jacques Brel.
- Temple protestant de Béziers, construit en 1899 rue Général Thomières. Église réformée membre de Église protestante unie de France[10].
- Église évangélique libre de Béziers, rue Auguste Comte[11]. Membre de l'Union des Églises évangéliques libres de France (UEEL).
- Assemblée de Dieu de Béziers, rue Dimitri Amilakvari[12]. Église évangélique pentecôtiste membre des Assemblées de Dieu de France.
- Église évangélique, rue Andoque.

### Mormon
- Église de Jésus-Christ des saints des derniers jours, impasse Tayac.

### Témoins de Jéhovah
- Salle du royaume, route de Corneilhan.

## Israélite
- Synagogue ACIB, place Pierre Semard.